# Movimiento raeliano
El Movimiento Raeliano Internacional —también denominado como Raëlismo, Raëlianismo o Raël—, es una religión ovni que explica tras la racionalización de que no estamos solos en el universo ni que somos la raza más avanzada tanto política, social así como económicamente, que en realidad, seríamos la creación de seres extraterrestres de una civilización mucho más avanzados que la nuestra llamados Elohim, siendo creada toda la vida sobre la Tierra mediante ingeniería genética. Según el credo raeliano, una combinación entre la clonación humana y la "transferencia mental" es en última instancia la forma de proveer a los humanos del don de la inmortalidad.
El Raelismo fue fundado en 1974 por el francés Claude Vorilhon quien afirma haber sido contactado por seres alienígenas y recibir la misión de dar a conocer el mensaje.

## Los Elohim
La base de sus creencias está en la existencia de los "Elohim". Elohim es el nombre de la civilización extraterrestre, la cual habría sido confundida por dios o dioses en distintas religiones y culturas. Dicha civilización habría creado "científicamente" por medio de la ingeniería genética toda la vida sobre la Tierra. La fecha de la creación del hombre sería solo hace 25.000 años. A pesar de que se plantean como científicos son reacios a dar demostraciones científicas de sus creencias.

## Sobre la clonación humana

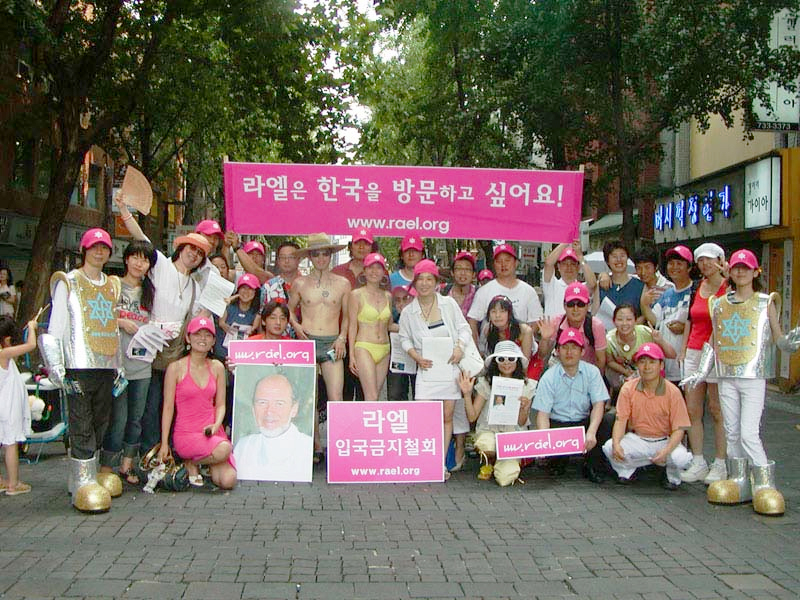
Una reunión de raelianos en Corea del Sur

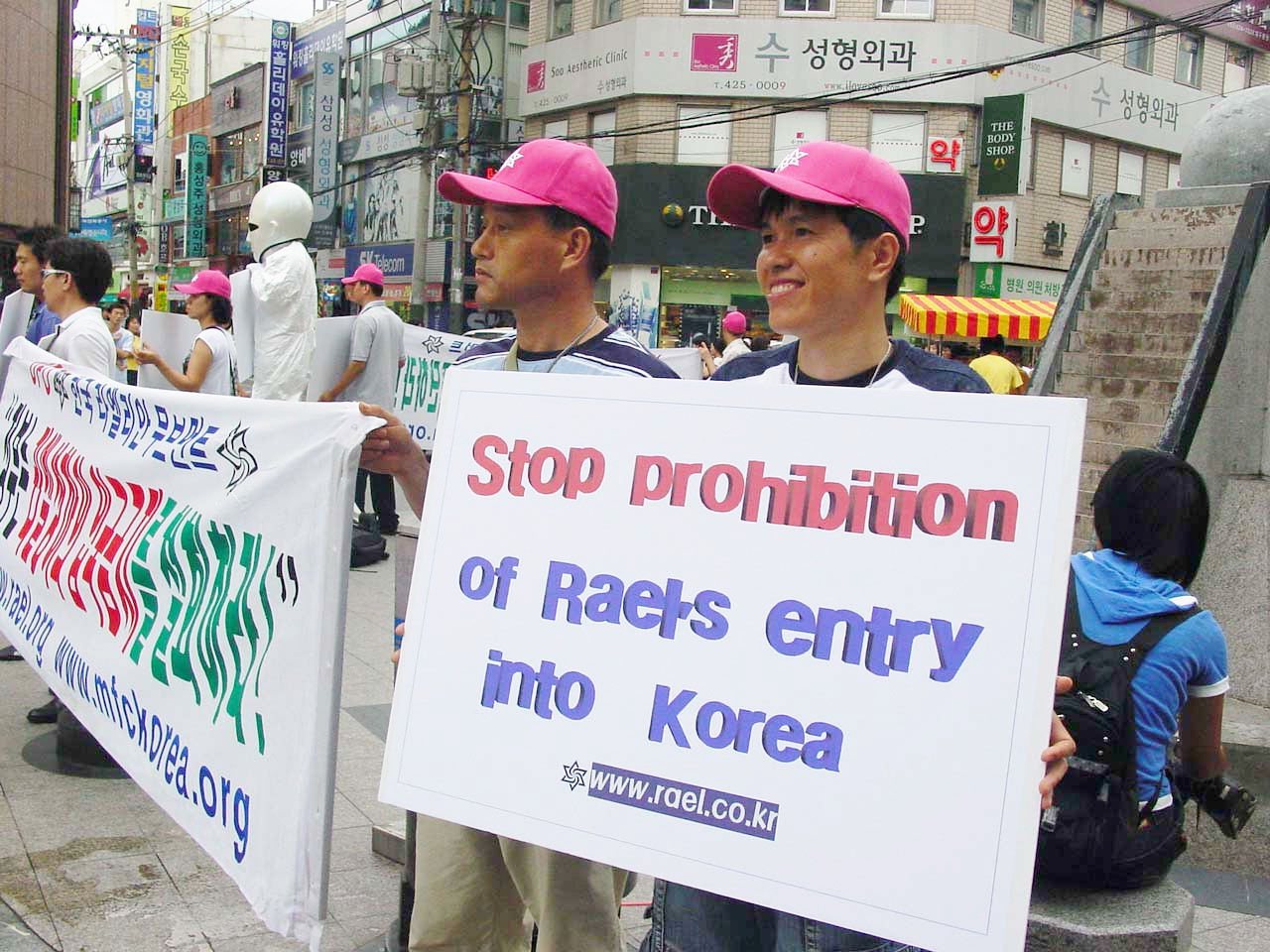
Raelianos pidiendo la abolición de la prohibición de la entrada de Rael en Corea

En la comunidad científica, la clonación hace referencia a la creación de un individuo genéticamente idéntico. No existe evidencia científica que soporte que el nuevo individuo sea mentalmente idéntico, por lo que no puede asegurarse que este tipo de clonación reproduzca las memorias o la experiencia de una persona a otra.
En 2002, la compañía raeliana Clonaid anunció su intención de clonar un ser humano por primera vez en la historia, si bien los profesionales médicos y los científicos vieron este objetivo como muy poco probable dada la tecnología del momento.
El 31 de diciembre de 2002, Brigitte Boisselier, científica raeliana de origen francés, afirmó que la compañía había conseguido que naciera una niña mediante cesárea, supuestamente la primera clon en la historia humana. El día de año nuevo de 2003, la noticia se difundió por la prensa internacional. Los raelianos no aportaron pruebas de este nacimiento. Tampoco hicieron publicación científica de la metodología ni mostraron instalaciones o tecnología usada. Ni siquiera alguna evidencia que el recién nacido fuera realmente un clon, apelando al derecho de estos bebés a llevar una vida normal, evitando así que vivan una vida expuesta a la prensa sensacionalista como argumentas habría sido la de Louise Brown, la primera bebé nacida por la técnica de fertilización in vitro ("probeta"). Boisselier afirma que si aportara pruebas sería encarcelada en su país de origen, debido a que una nueva legislación francesa prohíbe estas prácticas. El consenso científico es que todo fue un fraude para tener publicidad,  ya que nunca hubo intento de probar las afirmaciones.

## La homosexualidad

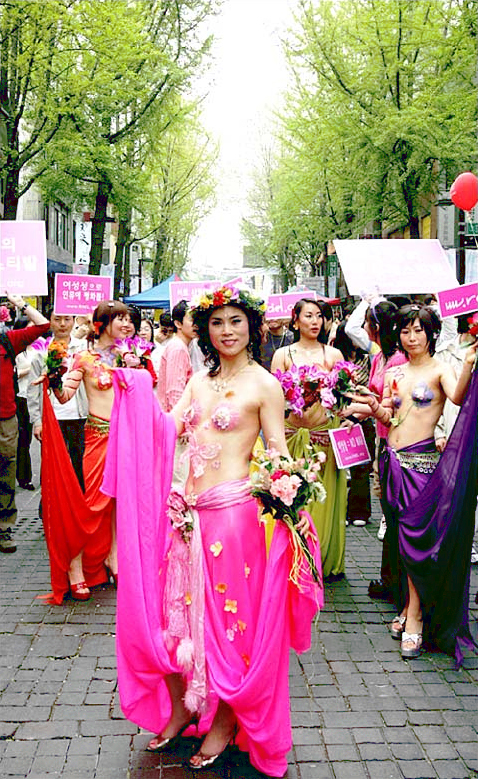
Mujer raeliana en el Seoul Korea Love Hug Festival

Los raelianos consideran la homosexualidad como una condición natural del ser humano y son activistas por los derechos de la comunidad LGBT participando en las marchas de orgullo gay en todo el mundo. Rael afirma que "la homosexualidad es genética" y fundó en el 2004 la organización sin fines de lucro "ARAMIS INTERNATIONAL" (Asociación Raeliana de las Minorías Sexuales) con el objetivo de que las personas puedan desarrollarse sin culpabilidades expresando su real orientación sexual.

## Geniocracia y paraísmo
Este es el aspecto político con el cual se asegura es posible llegar a una nueva forma de gobierno que llaman geniocracia o gobierno de los genios para el mundo. Para aspirar a ocupar un puesto de gobierno se requeriría tener una inteligencia potencial (no se refieren al cociente intelectual) de al menos el 50% por sobre la media, y para poder votar sería necesario tener un 10% por sobre la media. 
Rael, en su libro Geniocracia, sostiene que las naciones funcionan como un cuerpo humano en el cual cada individuo es una "célula", teniendo así cada quien una labor principal, argumentando: "todas las células son importantes, pero las células del pie cumplen la función para caminar, y las del cerebro para pensar". 
También sostiene que con la geniocracia no será más necesario el trabajo manual, pues en un corto plazo, este sería reemplazado por robots hasta llegar a crear un sistema de vida autosostenible.
El 31 de agosto de 2009, Rael describe un nuevo sistema económico llamado "Paraísmo", que es similar al comunismo pero sin proletariado, en donde el trabajo es completamente realizado por robots y tecnología computacional avanzada existente actualmente en el planeta, globalizando la producción, liberando así completamente al ser humano del trabajo y del dinero. Se llama Paraísmo porque con este sistema se creará un paraíso sobre la Tierra. Los Raelianos en todo el mundo están pregonando este sistema con el objetivo de que los gobernantes puedan implementarlo rápidamente en todo el planeta. Mencionando también que el Paraísmo es el sistema que actualmente está en funcionamiento en el planeta de los Elohim.

## Controversias
Los raelianos debido a su ideología sobre la completa libertad sexual entre dos o más adultos, muchas veces son blanco de acusaciones sexuales, como por ejemplo, la acusación sobre la pedofilia. El Movimiento Raeliano afirma que la pedofilia es una enfermedad mental, y pone en atención el suceso en el mundo gracias a Nopedo, una organización sin fines de lucro que tiene por misión poner en alerta a los padres para cuidar a sus hijos de los sacerdotes pedófilos. El Movimiento raeliano afirma tener una política estricta de no solo expulsar inmediatamente a cualquier miembro que se sospeche de ser pedófilo o que tenga actividades sexuales con menores de edad, sino también de reportarlo inmediatamente a las autoridades.
Otra controversia ha sido la constante petición de dinero y permisos para construir una "embajada y pista de aterrizaje" para ovnis en algún lugar del mundo, petición que ha sido rechazada en los países solicitados,  por exigir un estatuto de extraterritorialidad del lugar elegido.